# Pakaršys
Pakaršys − wieś na Litwie, w okręgu olickim, w rejonie orańskim, w gminie Orany. W 2011 roku liczyła 45 mieszkańców.